# Boston Challenger 2005
Il Boston Challenger 2005 è stato un torneo di tennis facente parte della categoria ATP Challenger Series nell'ambito dell'ATP Challenger Series 2005. Il torneo si è giocato a Boston negli Stati Uniti dal 31 ottobre al 6 novembre 2005 su campi in cemento indoor.

## Vincitori

### Singolare
Paul Goldstein ha battuto in finale  Frank Dancevic con il punteggio di 5–7, 7–5, 6–3

### Doppio
Ramón Delgado /  André Sá hanno battuto in finale  Harsh Mankad /  Jeremy Wurtzman con il punteggio di 6–3, 6–2